# Clásico Regiomontano
O Clásico Regiomontano, Clásico Regio, Clásico del Norte ou Clásico Norteño é um clássico do futebol mexicano que envolve o Club de Fútbol Monterrey, ou simplesmente Monterrey, e o Club de Fútbol Tigres de la Universidad Autónoma de Nuevo León, também conhecido como UANL Tigres, sendo esses as principais equipes de futebol no estado de Nuevo León.

## Contexto social
Historicamente, e devido aos seus fundadores, o Monterrey tem sido associado à sociedade do velho mundo de Monterrey; no entanto, atualmente os seus torcedores provêm de todos os estratos sociais. O Tigres, apelidado localmente de "a equipe do povo", costumava estar associado às classes trabalhadoras, mas atualmente os seus torcedores incluem importantes empresários e políticos de Nuevo León. Paradoxalmente, nos bairros mais pobres do estado de Nuevo León, o Monterrey tem um grande número de torcedores, tal como nos bairros mais "abastados" há uma grande presença de torcedores felinos.

## História

### Origem
O primeiro dérbi disputou-se, de fato, na Segunda Divisão do futebol profissional mexicano. Na temporada 1959-1960, a equipe Jabatos de Nuevo León mudou de nome para a segunda rodada, passando a chamar-se Tigres del Universitario de Nuevo León. Na penúltima rodada do campeonato, em 13 de março de 1960, as duas equipes defrontarem-se pela primeira vez. O jogo foi apelidado por alguns como o clássico 0. Os Los Rayados venceram esse primeiro encontro com um resultado de 2-0. O encontro seguinte entre os dois rivais ocorreu em 1974, com ambos os clubes na primeira divisão.

### Partidas marcantes
- Clásico 1: O primeiro Clásico Regiomontano. Em 13 de julho de 1974, o Tigres disputou o primeiro jogo da Primeira Divisão com o Monterrey, que resultou em um empate[3]. Resultado: Tigres 3-3 Rayados.
- Clásico 2: A primeira vitória foi do Monterrey, com um placar de 2 a 1. Nilo Acuna marcou aos 44 minutos do primeiro tempo e Alfredo Jimenez aos 89 minutos do segundo tempo. O gol mais tardio do Tigres foi marcado por Alberto Rodriguez aos 92 minutos.
- Clásico 12 e 13: O primeiro Clásico nos playoffs. Com o jogo de ida em 6 de junho e o jogo de volta em 16 de junho de 1979, Tigres e Rayados se enfrentaram pela primeira vez nos playoffs, embora não tenha sido uma eliminação direta. Na temporada 1978-79, os playoffs da liga foram disputados em um formato eliminatório de "fase de grupos", no qual, após a eliminação da liga, dois grupos de quatro equipes foram formados e o líder de cada grupo avançou para a final. O Tigres e o Rayados estavam no Grupo 2, junto com o Pumas e o Zacatepec. Os dois jogos foram disputados no Estádio Universitario. O Tigres venceu o Clássico 12 com um gol de Mantegazza aos 18 minutos do segundo tempo. O Clássico 13 terminou empatado em 1 a 1, com um gol de Raúl Isiordia, do Rayados, aos 8 minutos do primeiro tempo, e um gol de Gerónimo Barbadillo aos 40 do segundo tempo. Com esses resultados, o Tigres conseguiu empatar em primeiro lugar com o Pumas na tabela de classificação do grupo, mas não conseguiu se classificar para a final devido ao saldo de gols[4][5].
- Clássico 23: O Rayados vence depois de seis anos. Em 17 de setembro de 1983, o Rayados derrotou o Tigres em seu estádio depois de seis anos sem vencer, desde 5 de fevereiro de 1977. Na época, o Tigres tinha a maior série invicta desses clássicos.
- Clássico 51: O que é conhecido como o "Clássico do Rebaixamento". O Tigres teve três temporadas ruins, sendo um dos piores times do México. Era certo que o Tigres seria rebaixado para a Primera División A, mas para confirmar isso, só precisava perder mais um jogo. O último jogo em que o Tigres viu essa remota possibilidade de permanecer na Primeira Divisão foi no Clásico 51, em 24 de março de 1996, no qual, com gols de Sergio "El Pibe" Verdirame e Luis Miguel Salvador, o Monterrey venceu por 2 a 1, selando o destino do Tigres de competir na Primera A na temporada seguinte.
- Clasico 61: O clássico com maior número de gols ocorreu em 26 de fevereiro de 2000 no Estádio Tecnológico e foi vencido pelo Tigres por 6 a 3. O time já vencia por 4 a 0 aos 54 minutos do primeiro tempo, mas Claudio da Silva marcou três gols em 15 minutos, entre os minutos 61 e 76, reduzindo a desvantagem do Rayados para 3 a 4. Foi somente nos últimos dois minutos do jogo que o Tigres conseguiu sua vitória histórica. No entanto, essa vitória não contou nos resultados do clássico porque o Tigres havia usado um jogador inelegível, OsmarDonizete (o autor do gol de 2 a 0 aos 31 minutos). O resultado foi posteriormente anulado e a partida foi remarcada para 6 de abril de 2000. O jogo de volta terminou sem gols.
- Clássico 71: O "4 a 1". Em 4 de junho de 2003, foi a primeira vez que Tigres e Rayados se enfrentaram nas semifinais dos playoffs. Havia uma sensação de que quem vencesse essa semifinal seria o favorito para o campeonato. O Tigres começou bem o primeiro jogo, marcando logo no início 1 a 0, mas 4 gols sem resposta do Rayados viraram a maré no jogo e nas semifinais.
- A maior vitória da história do clássico foi alcançada pelo Tigres em 21 de agosto de 2004, no Estádio Universitario, em sua casa, com um placar de 6 a 2. Devido à anulação do resultado de 6 a 3 mencionado anteriormente, esse também foi o clássico com o maior número de gols a entrar nas estatísticas. O placar de 6 a 2 foi diferenciado pela peculiaridade adicional de que ambos os times marcaram um gol contra. Primeiro, Sidney Balderas, do Tigres, cometeu o erro aos 34 minutos do segundo tempo, o que permitiu que o Rayados empatasse em 2 a 2. Aos 62 minutos do segundo tempo, um gol contra de Ismael Rodríguez, do Monterrey, colocou o Tigres de volta na frente, e o time conseguiu sua vitória histórica nos minutos seguintes.
- Clásico 79: Outro confronto de semifinal. O Tigres venceu o primeiro jogo (Clásico 78) por 1 a 0 no Estádio Universitario. No segundo jogo, o Rayados venceu por 2 a 1. O zagueiro Claudio Suárez recebeu o cartão vermelho em uma jogada que deu ao Rayados um pênalti e a vantagem de um gol. O Rayados derrotou o Tigres com um gol de Guillermo "El Guille" Franco quando o jogo se aproximava da marca dos 90 minutos. Essa foi a segunda vez que o Rayados avançou para as finais do campeonato às custas do Tigres.
- Clásico 80: Foi a primeira vez que um Clásico Regio foi disputado fora do país. Nas finais da InterLiga 2006, realizadas no Home Depot Center em Carson, Califórnia, o Tigres derrotou o Monterrey por 2 a 1.
- Clássico 99: O Rayados derrota o Tigres pela terceira vez nos playoffs de eliminação direta. O Tigres terminou a temporada regular como líder com 35 pontos e apenas duas derrotas na temporada regular. Uma de suas duas derrotas foi contra o Monterrey no Clasico 97. Inicialmente, o Monterrey não se classificou para os playoffs, terminando a temporada regular em nono lugar. O Querétaro terminou em oitavo lugar e deveria ser o adversário do Tigres nos playoffs, mas foi rebaixado para a Ascenso MX porque a equipe acumulou o menor coeficiente de pontos nos últimos dois anos. A situação com o Querétaro foi capaz de livrar o Monterrey, que era a próxima equipe elegível a viajar para os playoffs. No Clasico 98, o jogo de ida das finais, o Monterrey derrotou o Tigres por 1 a 0 no Estadio Tecnologico, em uma partida acirrada que o Tigres controlou a maior parte do tempo. No jogo de volta, o Tigres precisava vencer por 1 a 0, ou por uma diferença de dois gols, devido à regra do gol fora de casa (o que significa que precisava terminar o jogo com 3 a 1, 4 a 2 ou 5 a 3 a seu favor para avançar). O Tigres começou agressivo e Danilinho marcou um gol logo no início do jogo. Minutos depois, com o jogo totalmente dominado pelo Tigres, Israel Jiménez marcou um gol contra que empatou o jogo em 1 a 1, para um placar agregado de 2 a 1 que mandaria o Tigres embora.
- Clásico 100: A 100ª edição do Clásico Regiomontano. O Tigres perdeu dolorosamente o Clássico 99 por meio de um gol contra de Israel Jimenez e foi eliminado dos playoffs pelo Monterrey. Por causa desses problemas, o Tigres estava ansioso por uma chance de se redimir. Ambas as equipes começaram agressivas, mas o Tigres teve a primeira chance e o jovem Alan Pulido marcou um gol de cabeça que definiu o placar em 1 a 0 após um passe longo de Jesús Dueñas. Após um erro de Hugo Ayala, Humberto Suazo empatou o jogo em 1 a 1. Pulido marcou novamente e fez 2 a 1 para o Tigres. No segundo tempo, o Tigres controlou o jogo e o capitão Lucas Lobos marcou o gol final de 3 a 1, conseguindo efetivamente sua redenção após a derrota nos playoffs.
- Clássico 101: Quartas de final da Copa MX. Depois de uma vantagem de 0 a 2 para o Tigres no final do primeiro tempo, César Delgado entrou como substituto e mudou as coisas para o Monterrey, fazendo 1 a 2 e dando assistência para o gol que empatou o placar aos 93 minutos - uma cabeçada dramática de Luis Madrigal. Isso forçou a cobrança de pênaltis sem prorrogação, de acordo com as regras da Copa MX. O Rayados marcou 4 dos 4 pênaltis. O primeiro chute do Tigres foi defendido pelo goleiro do Rayados, Juan de Dios Ibarra, e Manuel Viniegra acertou o travessão no último chute, resultando em um placar final de 4 a 2 para o Monterrey.
- Clásico 115: Esse foi o primeiro Clasico Regiomontano nas finais da Liga MX. Tigres e Rayados empataram em 1 a 1 no estádio do Tigres, graças a um gol de Nicolás Sánchez e um gol de Enner Valencia. No jogo de volta, o Rayados enfrentou o Tigres em seu estádio, o Estádio BBVA, sem nunca ter sido derrotado em casa desde que o Tigres o venceu por 2 a 0 nas quartas de final dos playoffs do Clasura 2017. Um gol inicial de Dorlan Pabón seria irrelevante, pois o Tigres marcaria duas vezes graças aos gols de Eduardo Vargas e Francisco Meza. O jogo terminou em 1 x 2, com o Tigres vencendo por 3 x 2 no placar agregado e conquistando seu sexto campeonato da Liga MX, bem como o direito de se gabar na primeira final do Clasico Regiomontano.
- Clásico 119 & 120: O Clasico Regiomontano se torna global. Este foi o primeiro Clasico Regiomontano jogado em um torneio internacional, nas finais da CONCACAF Champions League de 2019. A final foi disputada em um formato de duas partidas de ida e volta. O primeiro jogo foi realizado pelo Tigres UANL no Estádio Universitário em San Nicolás de los Garza em 23 de abril de 2019, enquanto o segundo jogo foi realizado pelo Rayados de Monterrey no Estádio BBVA Bancomer em Guadalupe em 1º de maio de 2019. O Monterrey venceu a final por 2 a 1 no placar agregado, conquistando seu quarto título da Liga dos Campeões da CONCACAF e impedindo o Tigres de vencer a Liga dos Campeões da CONCACAF pela terceira vez, depois de perder as edições de 2015–16 e 2016–17 para o América e o Pachuca, respectivamente. O Tigres finalmente venceria a Liga dos Campeões da CONCACAF em 2020, enquanto o Monterrey ainda é creditado como o primeiro vencedor do clássico nas finais dessa competição.

## Jogadores notáveis

### Maior número de partidas
- 27, Jesús Arellano, jogador do Rayados com o maior número de Clásicos disputados e o melhor regiomontano da história.
- 26,  "El Jefe" Tomás Boy, jogador do Tigres com o maior número de Clássicos disputados.
- 16, Francisco Javier Cruz, um dos poucos jogadores a ter sucesso tanto no Tigres quanto no Rayados.

### Maior número de gols
- 12, André-Pierre Gignac, artilheiro do Tigres e de todo o clássico.
- 11, Mario de Souza Mota, artilheiro do Monterrey.
- 8, Walter Gaitán, "El Chueco
- 8, Claudio Núñez

### Outros jogadores famosos
- Luis Hernández, o primeiro jogador a marcar gols em ambos os times, primeiro com o Monterrey.
- Sebastián "El Loco" Abreu, o primeiro jogador estrangeiro (nascido no Uruguai) a marcar gols com as duas equipes, primeiro com o Rayados e mais conhecido no Rayados.
- Gastón Fernández, o segundo jogador estrangeiro (nascido na Argentina) a marcar gols com os dois times, o primeiro com o Rayados.
- Aldo de Nigris, o primeiro jogador a marcar primeiro com o Tigres em um clássico e depois com o Rayados. Ele também é o primeiro jogador nascido na cidade de Monterrey a marcar pelos dois times.
- Luis Rodríguez, o primeiro jogador a ser campeão com as duas equipes. Chaka foi campeão da Liga MX com o Monterrey em 2010, com poucos jogos disputados. Com o Tigres, venceu a Liga MX em 2016 e 2017.

## Treinadores notáveis
- Carlos Miloc, dirigiu o Tigres e nunca perdeu um Clásico Regiomontano oficial em um total de 13 jogos invictos.
- Víctor Manuel Vucetich, dirigiu ambas as equipes, tendo duas passagens pelo Tigres com diferentes graus de sucesso. Com o Tigres, ele venceu a Copa México em 1996, mas foi rebaixado da Liga MX naquela temporada. Com o Monterrey, ele venceu a Liga MX duas vezes e a Copa dos Campeões da CONCACAF três vezes.
- Ricardo Ferretti, "El Tuca", ex-jogador do Monterrey na temporada 86-87 e ex-técnico do Tigres em três períodos diferentes: 2000-2003, 2006 e 2010-2021. Seu terceiro mandato foi o mais bem-sucedido, conquistando cinco títulos da Liga MX (Apertura 2011, Apertura 2015, Apertura 2016, Apertura 2017 e Clausura 2019) e três títulos de campeão de campeões (2016, 2017, 2018).
- Antonio Mohamed, "El Turco", ex-jogador e gerente do Monterrey, conhecido por seu porte avantajado, cabelos loiros espetados e por ter conquistado um título da Liga MX e dois da Copa MX com o Monterrey. Foi sob o comando de Mohamed que o Monterrey jogou o primeiro Clasico Regio como uma final de competição contra uma equipe do Tigres liderada por Ferretti.

## Títulos
- Última atualização: 30 de setembro de 2023

| Monterrey     | Competição                 | Tigres UANL |
| ------------- | -------------------------- | ----------- |
| Internacional |                            |             |
| 5             | CONCACAF Champions Cup     | 1           |
| 0             | Campeones Cup              | 2           |
| 1             | CONCACAF Cup Winners Cup   | 0           |
| Nacional      |                            |             |
| 5             | Primera División de México | 8           |
| 1             | Campeón de Campeones       | 4           |
| 3             | Copa MX                    | 3           |
| 0             | Liga de Ascenso            | 3           |
| 15            | Total                      | 21          |